# Isaac Navón
Isaac Navón  (em hebraico:  יצחק נבון; Jerusalém, 9 de abril de 1921 — Jerusalém, 6 de novembro de 2015) foi um escritor, dramaturgo, educador e político israelense. Foi o quinto presidente de seu país, e governou de 1978 até 1983.
Em 2005, foi votado como  108º maior israelita de todos os tempos, em uma votação pelo sítio de notícias de Israel Ynet, que visava determinar os 200 maiores israelitas de todos os tempos.

## Carreira política
Em 1951, Navon se tornou o secretário político do primeiro primeiro-ministro de Israel, David Ben-Gurion. No ano seguinte, foi nomeado chefe da sucursal de Ben-Gurion. Ele permaneceu nesta posição sob o primeiro-ministro Moshe Sharett. Seu julgamento foi crucial para o conselho que o governo recebeu durante a Crise de Suez e o Caso Lavon.

Em 1963, Ben-Gurion renunciou ao cargo de primeiro-ministro e Navon tornou-se chefe do departamento de serviço civil do Ministério da Educação e Cultura. Navon iniciou uma longa campanha contra o analfabetismo em Israel, que afetou cerca de 12% da população judaica.
É uma pena e uma vergonha que mais de 200 000 adultos em Israel não saibam ler ou escrever em nenhuma língua, e devemos fazer todo o possível para apagar essa mancha de nós. 
Navon ordenou a mobilização de centenas de mulheres soldados servindo no serviço nacional obrigatório para ensinar adultos analfabetos a ler e escrever hebraico. Dois anos depois, Navon foi eleito para o Knesset como membro do Rafi de Ben-Gurion. O novo partido que ousou desafiar o estabelecimento Mapai foi impulsionado pela "modernização e cientificação"; fundiu-se com o Partido Trabalhista de Israel (parte do Alinhamento) em 1968. Mas a elite trabalhista da qual Navon fazia parte, no futuro ditaria a agenda da esquerda. Navon serviu como vice-presidente do Knesset e presidente do Comitê de Relações Exteriores e de Defesa do Knesset.

## Presidente de Israel (1978–83)
Em 19 de abril de 1978, Navon foi eleito pelo Knesset para servir como o quinto presidente de Israel. A corrida não foi contestada e Navon recebeu 86 votos no Knesset de 120 membros, com 23 votos em branco. Ele assumiu o cargo em 29 de maio de 1978 e foi o primeiro presidente com filhos pequenos a se mudar para Beit HaNassi, a residência presidencial em Jerusalém. Sua esposa, Ofira, era ativa na promoção do bem-estar das crianças israelenses.
Como presidente, Navon se encontrou com o presidente egípcio Anwar Sadat e foi influente nas negociações de paz. De acordo com o jornal Haaretz, ele conseguiu mais em uma visita do que cinco do primeiro-ministro de Israel.
Embora a presidência israelense seja um escritório cerimonial, Navon foi um defensor declarado de uma comissão judicial de inquérito para investigar o papel de Israel no massacre de Sabra e Shatila perpetrado pelos falangistas libaneses em 1982.

## Ministro da educação
Em 1983, Navon recusou a oportunidade de concorrer a um segundo mandato. Em vez disso, ele voltou à política, o único ex-presidente israelense a fazê-lo. Quando as pesquisas mostraram que Navon era mais popular do que o presidente do Partido Trabalhista Shimon Peres, Peres foi pressionado a se afastar e permitir que Navon assumisse a liderança do partido. Fluência de Navon na língua árabe tornou-o especialmente popular entre os eleitores árabes e mizrahi. Mas Navon não aceitou a presidência. Em 1984, foi eleito para o Knesset e atuou como ministro da Educação e Cultura de 1984 a 1990. Navon foi novamente Ministro da Educação durante a primeira Intifada na Cisjordânia. Durante o verão de 1989, houve tumultos e protestos. Os pais de Jerusalém apelaram a Navon por petição para reabrir suas escolas. Navon, um judeu socialista, ficou impressionado com as implicações legais: "Esta ação é imoral e ineficaz e causará danos irreversíveis a longo e curto prazo às crianças palestinas e às nossas próprias." À medida que a violência aumentava, os moderados sofriam nas mãos de extremistas.
Permanecendo no Knesset até 1992, ele deixou brevemente a política. Navon emergiu da aposentadoria para presidir uma Comissão de Inquérito sobre a controversa prática das autoridades médicas israelenses de descartar sangue doado por israelenses de origem etíope devido a preocupações com a transmissão da AIDS.